# Nord-orientale (distretto di Mosca)
Il distretto amministrativo nord-orientale, in russo Северо-Восточный административный округ?, è uno dei 12 distretti amministrativi in cui è suddivisa la città di Mosca.
È servito dalle linee di metropolitana Kalužsko-Rižskaja, Serpuchovsko-Timirjazevskaja e Ljublinsko-Dmitrovskaja. Presso la stazione di VDNCh fa capolinea la maggior parte delle linee di autobus interurbane lungo la direzione di Jaroslavl'.
Tra i monumenti di maggior interesse si ricorda la Torre di Ostankino, che compare anche nello stemma e nella bandiera del distretto. 
Viene suddiviso in 17 quartieri:
- Alekseevskij (Алексеевский)
- Altuf'evskij (Алтуфьевский)
- Babuškinskij (Бабушкинский)
- Bibirevo (Бибирево)
- Butyrskij (Бутырский)
- Lianozovo (Лианозово)
- Losinoostrovskij (Лосиноостровский)
- Marfino (Марфино)
- Mar'ina Rošča (Марьина Роща)
- Ostankinskij (Останкинский)
- Otradnoe (Отрадное)
- Rostokino (Ростокино)
- Sviblovo (Свиблово)
- Severnoe Medvedkovo (Северное Медведково)
- Severnyj (Северный)
- Južnoe Medvedkovo (Южное Медведково)
- Jaroslavskij (Ярославский)